# Return of the Warrior
Return of the Warrior (Original-Titel Tom Yum Goong 2) (thailändisch ต้มยำกุ้ง 2) ist ein thailändischer Martial-Arts-Film aus dem Jahr 2013 von Regisseur Prachya Pinkaew mit Tony Jaa in der Hauptrolle. Es handelt sich dabei um die Fortsetzung des Films Revenge of the Warrior – Tom Yum Goong aus dem Jahre 2005.

## Handlung
Der Chef eines Elefantencamps wird ermordet. Kham wird als Täter verdächtigt, da er zuvor mit dem Opfer gesehen wurde. Kham flieht und wird dabei neben der Polizei von den beiden Zwillingsnichten des Ermordeten verfolgt. Während seiner Flucht gerät Kham an eine Untergrundorganisation für illegale Kämpfe, die von dem Verbrecherboss LC geleitet wird. LC wird auf Khams Fähigkeiten als Kämpfer aufmerksam. Er beauftragt Twenty und No. 2, Kham zu fangen.

## Veröffentlichung in Deutschland
In Deutschland erschien der Film unter FSK-18-Freigabe als ungeschnittene Version unter dem Titel Return of the Warrior am 26. September 2014 mit einer Lauflänge von 101 Minuten auf DVD bzw. mit 105 Minuten auf Blu-ray.